# Kévin Perrot
Kévin Perrot, né le 13 juin 1989 à Laval, est un footballeur français. Il réalise l'essentiel de sa carrière au Stade lavallois, au poste d'arrière droit.

## Biographie

### Enfance et formation
Débutant à l'âge de 5 ans à l'US Laval, où son père est joueur et dirigeant, il rejoint le Stade lavallois en 2003, après avoir été repéré lors du tournoi international du Bourny. En septembre 2003, alors joueur de l'équipe des moins de 15 ans fédéraux, il est victime d'une double fracture tibia-péroné lors d'un match amical contre le Stade rennais. Tout l'encadrement du club tient à se montrer solidaire : Francis Smerecki, entraîneur de l'équipe pro, et Denis Zanko, directeur du centre de formation, lui rendent visite à l'hôpital. Rapide et technique, il évolue d'abord comme attaquant, avant de reculer sur le terrain pour gravir les échelons. Au centre de formation, il dira avoir tout appris, marqué par les qualités de pédagogues de ses coaches, notamment Stéphane Moreau. Doté d'un bon bagage technique mais en retard sur le plan physique, il développe d'autres qualités comme la vitesse, la vivacité, la rapidité dans ses enchaînements, l'agressivité, jusqu'à devenir selon son entraîneur en 14 ans fédéraux « la bonne surprise du centre de formation ».

### Carrière professionnelle
Il intègre le groupe professionnel de Philippe Hinschberger en juin 2010, et hérite du numéro 2 porté jusqu'alors par le joueur le plus capé de l'histoire du Stade lavallois : Mickaël Buzaré. Il commence sa carrière professionnelle en septembre 2010, en Ligue 2. Il inscrit son premier but en Ligue 2 le 25 novembre 2011, lors d'un déplacement sur la pelouse de Sedan (défaite 2-1). Sous statut amateur jusqu'à 23 ans, il signe son premier contrat professionnel en 2012. Il inscrit son deuxième but en championnat le 8 mars 2014, lors de la réception de Guingamp (victoire 2-1).
Régulièrement utilisé, son contrat est prolongé de deux saisons en 2014. Il entame en 2015-2016 sa sixième saison dans le groupe professionnel du club. Il prolonge de trois saisons en 2016.
Devenu un joueur emblématique du club mayennais, il effectue un intermède de deux ans au Puy Foot 43, avant de retrouver son club formateur en 2021. En concurrence avec Baptiste Etcheverria, il s'illustre en fin de saison, d'abord contre Sedan en réussissant un remarquable contrôle de l'extérieur du pied gauche qui amènera le premier but lavallois, puis à Saint-Brieuc en ouvrant lui-même le score d'une tête lobée. Le 2 mai 2022, il connaît une deuxième montée en Ligue 2 avec son « club de toujours ». Particulièrement ému après des années difficiles et fier d'avoir « écrit l'histoire » du club, il salue dans la presse l'état d'esprit exemplaire du groupe lavallois. Au cours de cette saison, il entre dans le top 10 des joueurs les plus capés de l'histoire du Stade lavallois. Il est l'un des rares joueurs lavallois à avoir un chant à sa gloire dans les tribunes de Le-Basser : « Nous, ce qu’on veut, c’est boire l’apéro, fumer des bédos, chez Kévin Perrot. »
Il prend sa retraite le 30 juin 2024 après 14 ans de carrière dont 9 ans en professionnel et devient Team Manager pour son club formateur, le Stade Lavallois, club pour lequel il aura porter fièrement 253 fois le maillot.

### Engagements syndicaux
Lors de la saison 2018-2019, Kévin Perrot est avec Anthony Scaramozzino l'un des deux délégués syndicaux de l'UNFP au sein du Stade lavallois. Il occupe de nouveau cette fonction la saison suivante au Puy-en-Velay.

## Statistiques
| Saison                | Club                  | Championnat           | Championnat | Championnat | Championnat | Coupe nationale | Coupe nationale | Coupe nationale | Coupe de la Ligue | Coupe de la Ligue | Coupe de la Ligue | Total | Total | Total |
| Saison                | Club                  | Division              | M.          | B.          | P.d.        | M.              | B.              | P.d.            | M.                | B.                | P.d.              | M.    | B.    | P.d.  |
| 2010-2011             | Stade lavallois       | Ligue 2               | 6           | 0           | 0           | 1               | 0               | 0               | -                 | -                 | -                 | 7     | 0     | 0     |
| 2011-2012             | Stade lavallois       | Ligue 2               | 19          | 1           | 1           | 3               | 0               | 0               | -                 | -                 | -                 | 22    | 1     | 1     |
| 2012-2013             | Stade lavallois       | Ligue 2               | 30          | 1           | 1           | 2               | 0               | 0               | 1                 | 0                 | 0                 | 33    | 1     | 1     |
| 2013-2014             | Stade lavallois       | Ligue 2               | 32          | 0           | 1           | 1               | 0               | 0               | 1                 | 0                 | 0                 | 34    | 0     | 1     |
| 2014-2015             | Stade lavallois       | Ligue 2               | 18          | 0           | 0           | 2               | 0               | 0               | 3                 | 0                 | 0                 | 23    | 0     | 0     |
| 2015-2016             | Stade lavallois       | Ligue 2               | 16          | 0           | 0           | 2               | 0               | 0               | 2                 | 0                 | 0                 | 20    | 0     | 0     |
| 2016-2017             | Stade lavallois       | Ligue 2               | 35          | 0           | 2           | 3               | 0               | 0               | 3                 | 0                 | 0                 | 41    | 0     | 2     |
| 2017-2018             | Stade lavallois       | National              | 25          | 0           | 1           | 1               | 0               | 0               | -                 | -                 | -                 | 26    | 0     | 1     |
| 2018-2019             | Stade lavallois       | National              | 16          | 0           | 0           | 1               | 0               | 0               | -                 | -                 | -                 | 17    | 0     | 0     |
| Sous-total            | Sous-total            | Sous-total            | 197         | 2           | 6           | 16              | 0               | 0               | 10                | 0                 | 0                 | 223   | 2     | 6     |
| 2019-2020             | Le Puy Foot           | National              | 1           | 0           | 0           | -               | -               | -               | -                 | -                 | -                 | 1     | 0     | 0     |
| 2020-2021             | Le Puy Foot           | National 2            | 8           | 0           | 0           | 5               | 0               | 1               | -                 | -                 | -                 | 13    | 0     | 1     |
| Sous-total            | Sous-total            | Sous-total            | 9           | 0           | 0           | 5               | 0               | 0               | -                 | -                 | -                 | 14    | 0     | 0     |
| 2021-2022             | Stade lavallois       | National              | 21          | 1           | 0           | -               | -               | -               | -                 | -                 | -                 | 21    | 1     | 0     |
| Sous-total            | Sous-total            | Sous-total            | 21          | 1           | 0           | -               | -               | -               | -                 | -                 | -                 | 21    | 1     | 0     |
| Total sur la carrière | Total sur la carrière | Total sur la carrière | 171         | 2           | 5           | 15              | 0               | 0               | 10                | 0                 | 0                 | 196   | 2     | 5     |

## Palmarès
- Champion de France de National en 2022 avec le Stade lavallois

## Homonymes
Il a pour homonyme un autre footballeur, né en 1983. Celui-ci joue avec les U15 et U17 du Stade Lavallois de 1997 à 2001, mais réalise l'essentiel de sa carrière de footballeur au CS Alençon, en CFA2.
Il a aussi pour homonyme un maître de conférences en informatique théorique à Aix-Marseille Université.